# 一壘裁判
一壘裁判，又称一垒审，指的是棒球及壘球比赛中位于一垒的裁判员。其主要职责有：裁决上一垒的跑垒员出局或是安全上垒；判断右手打者是否挥棒，在主裁判没有看清右手打者是否出棒时，向一垒裁判请求，一垒裁判给出打者出棒或未出棒的手势；判断打者击出右半邊方向的球为界内球或是界外球（在有右线审的时候协助判断）。由於棒球比賽中一壘審所遇到的判決量通常是僅次於主審外最多的，因此一壘審也通常被認為是該場比賽的副席裁判。

## 外部連結
- 一壘裁判在台灣棒球維基館上的頁面（繁體中文）